# 彌勒教
彌勒教，奉彌勒菩薩為救主的一種民間秘密宗教，源自佛教彌勒信仰而來。漢傳佛教相信兜率天內院的彌勒菩薩日後當會下凡成佛，繼承釋迦如來的救世之責，普渡眾生，因為此預言，彌勒菩薩成為佛教徒被救度的寄託，不斷有人宣稱「彌勒下凡救世」，意圖推翻政府或者起兵造反。
彌勒教推崇南北朝的佛教大師傅大士為創始祖師，實際上彌勒教不斷吸收佛教、道教、摩尼教、羅教等教義，元代以後的白蓮教也接納了許多彌勒教的教義。

## 彌勒信仰
據說彌勒菩薩現住兜率天兜率內院修行、說法。根據《雜阿含經》，兜率天的天人壽命是四千歲，相當於人間5.76億年，這是以萬萬為億，如果以千萬為億則有如《彌勒上生經》中五十六億年這樣的記載，等時機成熟後，他將會繼承釋迦牟尼佛而降生人間，出家修道，覺悟成佛。並將於龍華菩提樹下舉行三次傳法盛會（又稱龍華三會），分別度化九十六、九十四、九十二億眾生，令他們開法眼智，證阿羅漢果，脫離生死輪迴。大乘佛教由此發展出人間淨土的觀念，認為當彌勒菩薩降世，將可以救度世人。
弥勒信仰在古印度就甚为流行。据巴利文《大史》记载，公元前2世纪有锡兰王杜多伽摩尼（duṭṭhagāmaṇī）临终时蒙眾天神驾车迎往兜率天；据《大唐西域记》、《婆藪槃豆法師傳》记载，无著、世亲、狮子觉都发愿往生兜率净土。

## 历史
梁武帝年間的婺州義烏人傅大士（497～569年），乃著名佛教居士，自稱「雙林樹下當來解脫善慧大士」，已得首楞嚴三昧與無漏智，宣揚彌勒信仰，暗示他為彌勒菩薩的化身，創立彌勒教。
其實彌勒佛的信仰與造反結合，在稍早便已出現，北魏宣武帝時冀州沙門法慶，自命為“新佛”，以李歸伯為“十住菩薩”，創“大乘佛”；所謂的「新佛」就是引用佛經中“彌勒下生成佛”之說，「彌勒佛取代釋迦牟尼佛下凡救世」等思想出現，一反佛教五戒戒殺的原則，力倡「殺人作亂」，認為「殺一人者為一住菩薩，殺十人者為十住菩薩」，“屠滅寺舍，斬戮僧尼，焚燒經像”，“又合狂藥令人服之，父子兄弟不相識，唯以殺害為事”（《魏書·元遙傳》），史稱“法慶之亂”，後來被元遙所滅。
此後，假彌勒降世為旗號的起事此起彼落。隋煬帝大業九年（613年），高陽（今河北高陽）人宋子賢擅長幻術，“能變作佛形”，自稱「彌勒出世」，聚合人眾舉兵作亂。
北宋慶曆七年（1047年），貝州（今河北清河一帶）人王則本是涿州的農民，逃荒到貝州給地主放羊，後來起兵造反，自稱東平郡主，他的口號是“釋迦佛衰謝，彌勒佛當持世”。此外懷州沙門高曇晟、四川萬年縣女子劉凝靜等，皆假稱彌勒降世造反。這時期的小說《三遂平妖傳》則反映了普通民眾對彌勒教的看法。
兩宋起，彌勒教與摩尼教出現融合趨勢。彌勒佛將會來救世的傳說流传很广，其中又以白蓮宗最为著名。白蓮宗以彌勒佛將會來救世作為號召，宣稱彌勒佛下生，起兵造反，自然也开始反抗元朝统治。元世祖至元十七年（1280年）春，江西都昌杜可用，自称“杜圣人”，以白莲宗组织发动起事，后自称「天王」，改元「万乘」。这是白莲宗诞生后策动的第一次民变；但因为白莲宗与白莲教在历史上界定区分并不明确，因此也被认为是白莲教第一次民变。
元武宗至大元年，勅禁白莲社。 时有庐山东林寺释普度，自承慧遠留下的千年正教，致力于复教运动，撰寫《庐山莲宗宝鉴》10卷，阐明了子元所倡白莲宗的真义，上奏朝廷。于是白蓮宗于元仁宗皇庆元年（1312年）得以复教。普度受命为教主，世称优昙宗主。在宗教政策寬鬆白蓮教可以公開傳播时期，白蓮教宣揚“彌勒佛下生”、“明王出世”，其勢力滲透到河南、江淮和長江流域地區。但是，宗門的情弊仍未改善，复有社会不平分子潛入，故元英宗至治二年（1322年）后又遭禁断。
此后白蓮宗的僧人漸漸遠離“白蓮宗”的名號，回歸到正統佛教當中，而民間仍在繼續流傳，并进一步与弥勒教、明教等相混合，称为白莲教，成为民间秘密宗教。泰定二年（1325年），河南息州白莲教赵丑厮、郭菩萨宣传「弥勒佛当有天下」，聚众起事。元顺帝至元三年（1337年），河南陈州白莲教胡闰儿（棒胡）称弥勒佛已经降生，聚众烧香起事。顺帝至元四年（1338年），江西袁州（今宜春）僧人彭瑩玉、周子旺「勸人念彌勒佛號，遇夜燃火炬名香，會偈禮拜」，摩尼教的「崇尚光亮信仰」融入，组织白莲教起事。
顺帝至正十一年（1351年），元朝政府强徵民夫堵塞黄河缺口，引发了全国规模的紅巾軍大起義，紅巾軍即與白蓮教有密切的關係，元末朱元璋依附白蓮教韓山童起義，宣稱“黑暗即將過去，光明將要到來”，其實也受到白蓮教影響。 至此，弥勒教正式融入白莲教。
明玉珍1362年在四川建国“大夏”，则取缔道教與正統佛教，广建建弥勒佛堂，把弥勒教定为国教；但其时，彌勒教已经势微。